# مهره (فیلم ۱۹۹۴)
مهره (به هندی: Mohra) فیلمی محصول سال ۱۹۹۴ و به کارگردانی راجیو رای است. در این فیلم بازیگرانی همچون آکشی کومار، سونیل شتی، راوینا تاندون، پونام جهاور، نصیرالدین شاه، پارش راوال، گلشن گروور ایفای نقش کرده‌اند.

## خلاصه داستان
ویشال اگنیهوتری مردی است که بخاطر قتل چهار جوان که به همسر و خواهر همسرش تجاوز کرده بودند در حال گذراندن دوران محکومیت خود در زندان است. وی به کمک یک خبرنگار بنام روما سینگ و یک تاجر نا بینا بنام جیندال از زندان آزاد می‌شود. ویشال بزودی توسط جیندال به کار گرفته می‌شود تا چند قاچاقچی سرشناس را به قتل برساند و این آغاز ماجراست و…